# West Stour (Dorset)
West Stour est une paroisse civile et un village du Dorset, en Angleterre.